# Tridacna squamosa
Tridacna squamosa é uma espécie de bivalve da subfamília Tridacninae. O nome da espécie, squamosa, significa "cheia de escamas" em latim, pois sua concha possui várias fileiras de estruturas semelhantes a escamas e que servem frequentemente de abrigo a outros organismos, tais como pequenos caranguejos e outros invertebrados.
É nativa de águas rasas (podem ser encontradas em profundidades de 15 a 18 metros) e vive no meio de recifes de corais (especialmente corais do gênero Acropora no sul do Pacífico, no oceano Índico e no Mar Vermelho.

## Características
- Valvas simétricas.

- Possui estruturas semelhantes a escamas distribuídas espaçadamente em fileiras ao longo da concha.

- Concha imbricada (composta de lâminas ou extratos sobrepostos).

- Sua abertura (ou orifício) bissal é relativamente pequena se comparada com outros membros das Tridacninae.

- Sua charneira tem metade do comprimento da concha.

- O sifão inalante possui vários tentáculos.

- O manto se estende bastante para fora da concha.

A coloração do manto varia entre tons de marrom, violeta, verde ou amarelo dispostos em padrões lineares ou pontilhados. Tridacna squamosa pode atingir até 41 cm de comprimento.

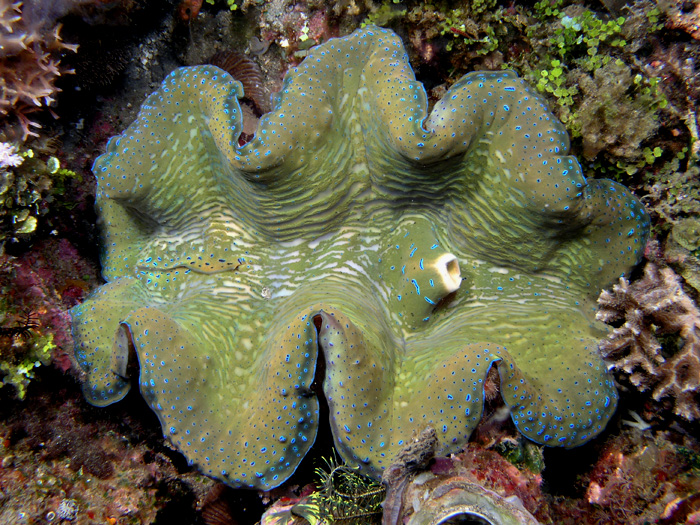
Um exemplar de T. squamosa do Timor-Leste.

Séssil na fase adulta, o manto desse animal atua como um habitat para dinoflagelados unicelulares simbióticos do gênero (zooxantela) das quais se alimenta. Durante o dia, esse molusco estira seu manto para fora para que as algas recebam luz solar necessária para a fotossíntese.

## Distribuição
Ocorre desde a África do Sul até o Mar Vermelho, nas ilhas Marshall.

## Como espécime de aquário
- Nível de cuidados: Moderado.

- Iluminação: De moderada a alta.

Apesar de requerer um nível significativo de luz para sobreviver, não é tão dependente de fotossíntese como outras espécies de Tridacninae como Tridacna crocea ou Tridacna maxima, e deve também alimentar-se de fitoplâncton para complementar sua dieta.
- Compatibilidade: Ótima.

Tridacna squamosa é uma espécie pacífica e não incomoda outros habitantes do aquário. Apesar de sua habilidade de fechar-se completamente, não deve ser mantida próximo a anêmonas ou corais. Também deve-se evitar colocá-la em um mesmo ambiente com peixes-porco, baiacus ou qualquer outra espécie que possa morder e comer seu manto.
- Localização: Fundo do aquário.

Deve ser mantida na parte mais baixa do aquário, fixa a um substrato.
- Suplementos: Cálcio e elementos-traço, como estrôncio, iodo e molibdênio.

- Observações: A qualidade da água deve ser muito boa ou excelente, pois os moluscos desta espécie consomem muitos nitratos livres, o que pode reduzir o nível desta substância no aquário, ocasionando a morte de outras criaturas deste sistema.